# أمسنكية
أمْسِنْكِية (الاسم العلمي:Amsinckia) هي جنس من النباتات يتبع الفصيلة الحمحمية من طبقة النجمياوايات. الاسم العلمي مُهدى إلى المُحْسِن إلى الحديقة النباتية في مدينة همبورغ في ألمانيا واسمه amsinck.